# Ostertalbahn
| |                                                    |                                               |                                               |
| Streckennummer: | 3204                                               |                                               |                                               |
| Kursbuchstrecke (DB): | 271e (1957–1972) 644 (1972–1980) 12683 (seit 2001) |                                               |                                               |
| Kursbuchstrecke: | 271f (1946)                                        |                                               |                                               |
| Streckenlänge: | 21 km                                              |                                               |                                               |
| Spurweite: | 1435 mm (Normalspur)                               |                                               |                                               |
| Maximale Neigung: | 26 ‰                                               |                                               |                                               |
| Minimaler Radius: | 300 m                                              |                                               |                                               |
| Streckengeschwindigkeit: | 50 km/h                                            |                                               |                                               |
| |                                                    |                                               |                                               |
| \| \| \| Nahetalbahn von Saarbrücken Hbf \| \| \| \| 0,0 \| Ottweiler (Saar) \| 281 m ü. NN \| \| \| 0,2 \| Nahetalbahn nach Bingen (Rhein) Hauptbahnhof \| Nahetalbahn nach Bingen (Rhein) Hauptbahnhof \| \| \| 0,9 \| Am Wingertsbach \| Am Wingertsbach \| \| \| 1,6 \| Ottweiler-Wingertsweiher (Hp seit April 2001) \| Ottweiler-Wingertsweiher (Hp seit April 2001) \| \| \| 2,4 \| Steinbach (Hp 31. Mai 1960 geschlossen) \| Steinbach (Hp 31. Mai 1960 geschlossen) \| \| \| 4,0 \| Einschnitt Lenzenthaler Hof \| Einschnitt Lenzenthaler Hof \| \| \| 5,7 \| Fürth (Ostertal) zuvor Bhf \| Fürth (Ostertal) zuvor Bhf \| \| \| 6,7 \| Dörrenbach (Ostertal) \| Dörrenbach (Ostertal) \| \| \| 6,8 \| Rund-Biech-Straße \| Rund-Biech-Straße \| \| \| 7,5 \| Brückwiesstraße \| Brückwiesstraße \| \| \| 7,6 \| Oster (40 m) \| Oster (40 m) \| \| \| 8,0 \| L 131 nach St. Wendel \| L 131 nach St. Wendel \| \| \| 8,3 \| Werschweiler zuvor Bhf \| Werschweiler zuvor Bhf \| \| \| 10,5 \| Niederkirchen zuvor Bhf \| Niederkirchen zuvor Bhf \| \| \| 10,8 \| L 307 nach St. Wendel \| L 307 nach St. Wendel \| \| \| 10,9 \| Oster \| Oster \| \| \| 11,3 \| Niederkircher Straße \| Niederkircher Straße \| \| \| 11,7 \| Marth (Hp seit April 2001) \| Marth (Hp seit April 2001) \| \| \| 11,9 \| Kehrberg-Einschnitt (50 m) \| Kehrberg-Einschnitt (50 m) \| \| \| 12,9 \| L 312 \| L 312 \| \| \| 13,2 \| Hoof (hier erster Spatenstich der Strecke) \| Hoof (hier erster Spatenstich der Strecke) \| \| \| 14,8 \| Osterbrücken \| Osterbrücken \| \| \| 16,1 \| Haupersweiler \| Haupersweiler \| \| \| 16,2 \| Talbrücke Haupersweiler (83 m) \| Talbrücke Haupersweiler (83 m) \| \| \| 18,3 \| Oberkirchen Süd zuvor Bhf \| Oberkirchen Süd zuvor Bhf \| \| \| 18,4 \| Museumstraße \| Museumstraße \| \| \| 18,9 \| L 309 St. Wendel–Schwarzerden \| L 309 St. Wendel–Schwarzerden \| \| \| 20,1 \| Westrichbahn von Türkismühle \| Westrichbahn von Türkismühle \| \| \| 20,4 \| L 309 St. Wendeler Straße \| L 309 St. Wendeler Straße \| \| \| 21,0 \| Schwarzerden \| 390 m ü. NN \| \| \| 21,1 \| Anst Fa. Industriewerke Saar (bis Mai 2018) \| Anst Fa. Industriewerke Saar (bis Mai 2018) \| \| \| 22,2 \| Saarland-Rheinland-Pfalz \| Saarland-Rheinland-Pfalz \| \| \| \| Westrichbahn nach Kusel \| \| |                                                    |                                               |                                               |
| Strecke |                                                    | Nahetalbahn von Saarbrücken Hbf               | Nahetalbahn von Saarbrücken Hbf               |
| Bahnhof | 0,0                                                | Ottweiler (Saar)                              | 281 m ü. NN                                   |
| Abzweig geradeaus und nach links | 0,2                                                | Nahetalbahn nach Bingen (Rhein) Hauptbahnhof  | Nahetalbahn nach Bingen (Rhein) Hauptbahnhof  |
| Brücke | 0,9                                                | Am Wingertsbach                               | Am Wingertsbach                               |
| Haltepunkt / Haltestelle | 1,6                                                | Ottweiler-Wingertsweiher (Hp seit April 2001) | Ottweiler-Wingertsweiher (Hp seit April 2001) |
| ehemaliger Haltepunkt / Haltestelle | 2,4                                                | Steinbach (Hp 31. Mai 1960 geschlossen)       | Steinbach (Hp 31. Mai 1960 geschlossen)       |
| Strecke mit Straßenbrücke | 4,0                                                | Einschnitt Lenzenthaler Hof                   | Einschnitt Lenzenthaler Hof                   |
| Haltepunkt / Haltestelle | 5,7                                                | Fürth (Ostertal) zuvor Bhf                    | Fürth (Ostertal) zuvor Bhf                    |
| Haltepunkt / Haltestelle | 6,7                                                | Dörrenbach (Ostertal)                         | Dörrenbach (Ostertal)                         |
| Brücke | 6,8                                                | Rund-Biech-Straße                             | Rund-Biech-Straße                             |
| Strecke mit Straßenbrücke | 7,5                                                | Brückwiesstraße                               | Brückwiesstraße                               |
| Brücke über Wasserlauf | 7,6                                                | Oster (40 m)                                  | Oster (40 m)                                  |
| Strecke mit Straßenbrücke | 8,0                                                | L 131 nach St. Wendel                         | L 131 nach St. Wendel                         |
| Haltepunkt / Haltestelle | 8,3                                                | Werschweiler zuvor Bhf                        | Werschweiler zuvor Bhf                        |
| Haltepunkt / Haltestelle | 10,5                                               | Niederkirchen zuvor Bhf                       | Niederkirchen zuvor Bhf                       |
| Bahnübergang | 10,8                                               | L 307 nach St. Wendel                         | L 307 nach St. Wendel                         |
| Brücke über Wasserlauf | 10,9                                               | Oster                                         | Oster                                         |
| Brücke | 11,3                                               | Niederkircher Straße                          | Niederkircher Straße                          |
| Haltepunkt / Haltestelle | 11,7                                               | Marth (Hp seit April 2001)                    | Marth (Hp seit April 2001)                    |
| Strecke mit Straßenbrücke | 11,9                                               | Kehrberg-Einschnitt (50 m)                    | Kehrberg-Einschnitt (50 m)                    |
| Strecke mit Straßenbrücke | 12,9                                               | L 312                                         | L 312                                         |
| ehemaliger Bahnhof | 13,2                                               | Hoof (hier erster Spatenstich der Strecke)    | Hoof (hier erster Spatenstich der Strecke)    |
| Haltepunkt / Haltestelle | 14,8                                               | Osterbrücken                                  | Osterbrücken                                  |
| Haltepunkt / Haltestelle | 16,1                                               | Haupersweiler                                 | Haupersweiler                                 |
| Brücke | 16,2                                               | Talbrücke Haupersweiler (83 m)                | Talbrücke Haupersweiler (83 m)                |
| Haltepunkt / Haltestelle | 18,3                                               | Oberkirchen Süd zuvor Bhf                     | Oberkirchen Süd zuvor Bhf                     |
| Brücke | 18,4                                               | Museumstraße                                  | Museumstraße                                  |
| Brücke | 18,9                                               | L 309 St. Wendel–Schwarzerden                 | L 309 St. Wendel–Schwarzerden                 |
| Abzweig geradeaus und ehemals von links | 20,1                                               | Westrichbahn von Türkismühle                  | Westrichbahn von Türkismühle                  |
| Brücke | 20,4                                               | L 309 St. Wendeler Straße                     | L 309 St. Wendeler Straße                     |
| Kopfbahnhof Strecke ab hier außer Betrieb | 21,0                                               | Schwarzerden                                  | 390 m ü. NN                                   |
| Abzweig geradeaus und nach links (Strecke außer Betrieb) | 21,1                                               | Anst Fa. Industriewerke Saar (bis Mai 2018)   | Anst Fa. Industriewerke Saar (bis Mai 2018)   |
| Grenze (Strecke außer Betrieb) | 22,2                                               | Saarland-Rheinland-Pfalz                      | Saarland-Rheinland-Pfalz                      |
| Strecke (außer Betrieb) |                                                    | Westrichbahn nach Kusel                       | Westrichbahn nach Kusel                       |

Die Ostertalbahn ist eine Nebenbahn, die im Nordosten des Saarlandes von Ottweiler nach Schwarzerden überwiegend entlang der namensgebenden Oster verläuft. Obwohl erste Initiativen, die auf den Bau der Strecke abzielten, bis in die zweite Hälfte des 19. Jahrhunderts zurückgehen, wurde die Strecke erst 1938 auf voller Länge – und damit im Vergleich zu vielen anderen Bahnstrecken erst sehr spät – eröffnet, nachdem der Betrieb auf dem Abschnitt Ottweiler–Niederkirchen bereits ein Jahr zuvor aufgenommen worden war. Die Bahnlinie wurde bis 1980 im Personenverkehr bedient. Nachdem die Deutsche Bahn in den 1990er-Jahren Pläne hegte, die Strecke stillzulegen, gelang es dem Landkreis St. Wendel Anfang 2000, die Strecke zu übernehmen. 2001 endete der reguläre Güterverkehr. Seither fahren hauptsächlich Museumszüge auf ihr.

## Geschichte

### Erste Initiativen (1856–1900)
Erste Bemühungen, die auf einen Bahnanschluss der Gemeinden im Ostertal abzielten, gehen bis ins Jahr 1856 zurück. Im Zuge des Baus der Rhein-Nahe-Bahn zielte eine Initiative darauf ab, eine Trasse über Kusel bis nach St. Wendel beziehungsweise entlang der Oster bis nach Neunkirchen auf den Weg zu bringen. Die Bestrebungen hatten jedoch keinen Erfolg, da Preußen eine solche Bahnstrecke in erster Linie innerhalb des eigenen Territoriums haben wollte, einige Gemeinden vor Ort sowie Kusel und Teile des mittleren und unteren Glantals zwischen Altenglan und Staudernheim hingegen zu Bayern gehörten.
Erst 1873 kam ein neuer Anlauf für eine Bahnstrecke in der Region zustande, als sich in Ottweiler ein entsprechendes Komitee bildete. Dieses beantragte am 13. Januar an die Eisenbahndirektion St. Johann/Saarbrücken, die geplante Fischbachtalbahn über Ottweiler und von dort aus entlang der Oster bis nach Kusel zu bauen. Dies scheiterte ebenfalls, da die Linie nicht zuletzt aufgrund des großen Einflusses des Industriestandortes Neunkirchen an letzteren angeschlossen wurde.
1894 hegten Wiebelskirchen, Hangard und Münchwies Pläne, eine Schmalspurbahn von Wiebelskirchen nach Fürth im Ostertal zu bauen. Zur selben Zeit projektierte Ottweiler erneut eine Bahnlinie nach Kusel. Nördlich von Fürth sollte die Grenze zwischen Preußen und Bayern passiert werden, um anschließend via Breitenbach Kusel zu erreichen. Der Bezirksbaumeister von Kusel stand dem aufgeschlossen gegenüber, plädierte jedoch dafür, die Streckenführung bis Schwarzerden entlang der Oster laufen zu lassen, um anschließend weiter Osten in Richtung Kusel geführt zu werden. Nachdem das Unternehmen Lenz & Co. aus Stettin bereits mit der Planung beauftragt worden war, brachte die preußische Regierung das Projekt zum Scheitern, da sie aus strategischen Gründen die Strecke in Normalspur ausgeführt sehen wollte; aus finanziellen Gründen war dies jedoch nicht zu realisieren.

### Weitere Bemühungen bis zum Baubeginn (1900–1934)
Um 1900 tauchten Pläne auf, eine Kleinbahn, die in Wiebelskirchen von der Rhein-Nahe-Bahn abzweigen und bis nach Werschweiler verlaufen sollte, zu errichten. Später war eine Fortsetzung bis nach Oberkirchen anvisiert worden, wo sie an eine geplante Strecke von Türkismühle nach Kusel einmünden sollte. 1905 war jedoch vorgesehen worden, eine Ostertalsperre zu errichten, was eine geänderte Linienführung erfordert hätte und den Kostenfaktor erneut erhöht hätte. In der Folgezeit nahm in der strukturschwachen Region die Befürchtung zu, wirtschaftlich noch mehr ins Abseits zu geraten. 1912 führte die Direktion in Saarbrücken Vorarbeiten für eine Linienführung Neunkirchen–Wiebelskirchen–Hangard–Fürth–Dörrenbach–Werschweiler durch. Da zwei Jahre später der Erste Weltkrieg ausbrach, wurden diese schließlich ebenfalls eingestellt. Da das Saargebiet, durch das eine Strecke durch das Ostertal teilweise verlaufen wäre, infolge des verlorenen Kriegs vom Deutschen Reich abgetrennt wurde, rückte die Realisierung einer solchen zunächst in weite Ferne.
Mitte der 1920er-Jahre tauchten viele Bahnprojekte im Einzugsgebiet des Ostertals auf. Neben einer Trassierung entlang des Flusses existierten Pläne einer Bahnlinie St. Wendel–Niederkirchen–Oberkirchen und einer solchen von Neunkirchen über Breitenbach und Herschweiler nach Kusel. Eine rasche Realisierung dieser Vorhaben wurde durch den Umstand verhindert, dass stets neben bayerischem und preußischem Terrain das dem französischen Zollgebiet zugeschlagene Saarland hätte berührt werden müssen.
1928 erhielt die Heinrich Lenhard GmbH aus Saarbrücken eine entsprechende Baugenehmigung, ohne dass nennenswerte Fortschritte entstanden. Deshalb gründete sich am 30. Juni 1931 die sogenannte Ostertalbahn GmbH, deren Hauptgesellschafter neben der Firma Lenhard die Neunkircher Eisenwerk AG sowie die Saar Handelsbank AG bildeten. Doch erst als 1933 Adolf Hitler und die NSDAP im Deutschen Reich an die Macht gekommen waren, rückte die Verwirklichung der Bahnstrecke in greifbare Nähe. Ihre Errichtung sollte unter anderem Arbeit beschaffen und auf diese Weise als Köder die bevorstehende Abstimmung im Saargebiet über dessen Rückkehr ins Reich im Sinne der Nationalsozialisten beeinflussen. Aus diesem Grund setzte sich der Gauleiter Josef Bürckel dafür ein, dass die Reichsbahn die Pläne aufnahm. So wurde am 28. Oktober 1934 der erste Spatenstich zum Bau der Ostertalbahn am Standort des späteren Bahnhofs Hoof vollzogen.

### Entwicklung bis zum Zweiten Weltkrieg (1934–1945)

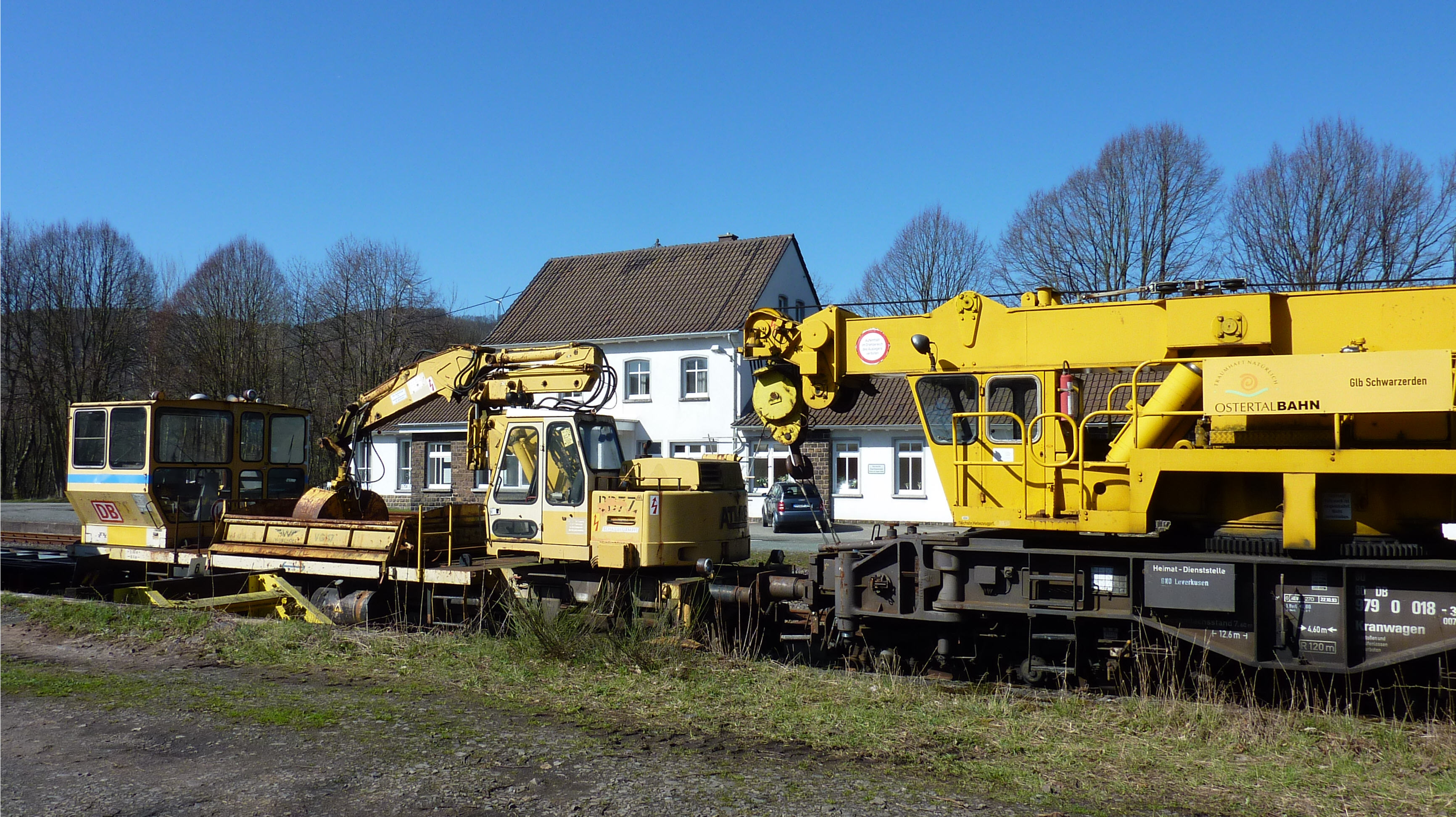
Bahnhof Schwarzerden, Endpunkt der Strecke und bereits seit 1936 von Türkismühle aus an das Eisenbahnnetz angeschlossen

Am 26. September 1937 erfolgte die Inbetriebnahme der Teilstrecke Ottweiler – Niederkirchen der „vollspurigen Ostertalkleinbahn mit den Bahnhöfen Fürth (Ostertal), Werschweiler und Niederkirchen (Ostertal) für den Personen-, Gepäck, Expreßgut-, Güter-, Leichen- und Tierverkehr und den unbesetzten Haltepunkten Steinbach (Ostertal) und Dörrenbach für den Personenverkehr“. Die Teilstrecke wurde als Kleinbahn der Deutschen Reichsbahn von der Reichsbahndirektion Saarbrücken betrieben. Mit der Eröffnung des Streckenabschnitts Niederkirchen – Schwarzerden am 15. Mai 1938 war die Bahnstrecke durch das Ostertal mit einer Gesamtlänge von 21 km vollendet. An ihrem Endpunkt traf die Strecke auf die seit 1936 durchgängig befahrbare Bahnstrecke Türkismühle–Kusel.
Die hohe Achslast von 22,5 t (statt der auf deutschen Nebenbahnen meist üblichen Achslast 16,0 t), sowie die Trassenführung mit lediglich zwei schienengleichen Bahnübergängen, dafür aber 32 Kunstbauwerken in Form von Brücken und Wasserdurchlässen, geringen Steigungen und etlichen langgezogenen Kurven, aber auch der einstige Anschluss an die Glantalbahn, via Schwarzerden – Pfeffelbach – Kusel – Altenglan, belegen, dass die 1938 endgültig fertiggestellte Ostertalbahn wohl beim eventuellen Ausfall von Hauptstrecken beziehungsweise Knotenpunkten durch beispielsweise Luftangriffe als Umleitestrecke für Militärtransporte vorgesehen war.
Zum 5. Mai 1941 wurde ein Verzeichnis mit dem Titel „lebenswichtige Züge“ herausgebracht. Sein Zweck bestand darin, dass aufgrund des Krieges damit zu rechnen war, dass der Fahrplan nicht eingehalten werden kann. Aus diesem Grund umfasste es ein Mindestangebot an Zügen, das einzuhalten war. Zwischen Kusel und Ottweiler mussten demnach mindestens drei Züge verkehren.

### Nachkriegszeit und Einstellung des Personenverkehrs (1946–1995)
Im Zuge der erneuten Abtrennung des Saarlandes fanden 1947 zunächst Zollkontrollen in Werschweiler statt. Nachdem Bubach, Hoof, Niederkirchen und Osterbrücken zum 24. Juni des Jahres dem Saargebiet zugeschlagen worden waren, fanden die Kontrollen fortan in Schwarzerden statt. Für Zivilverkehr waren die über die Strecke verlaufenden Bergarbeiterzüge Kusel–Neunkirchen hingegen gesperrt. Zunächst befand sich die Bahnlinie ab April des Jahres im Eigentum der Saarländischen Eisenbahnen (SEB), die ab 1950 als Eisenbahnen des Saarlandes (EdS) firmierten. Nachdem das Saarland zum 1. Januar 1957 an Deutschland zurückgegliedert wurde, ging sie ins Eigentum der Deutschen Bundesbahn (DB) über. Mangels Rentabilität wurde der Haltepunkt Steinbach bereits 1960 aufgegeben. Am 31. Mai 1980 wurde der Personenverkehr auf der gesamten Strecke eingestellt und die Empfangsgebäude der Bahnhöfe verkauft.
Am 23. und 24. Mai 1987 gelangte ein in Schönenberg-Kübelberg an der bereits zu diesem Zeitpunkt im Personenverkehr ebenfalls eingestellten Glantalbahn beginnender Gesellschaftssonderzug auf die Ostertalbahn bis nach Schwarzerden.
Im Zuge der Bahnreform ging die Bahnlinie in das Eigentum der Deutschen Bahn (DB) über. Zwischenzeitlich verkehrten auf der Ostertalbahn nur noch Güterzüge, die die Industriewerke Saar (IWS) in Freisen belieferten, die am Endpunkt der Strecke in Schwarzerden einen Gleisanschluss unterhalten hatte. Dies war über die Jahre die längste Strecke bis zu einem privaten Übergabepunkt, den die Bahn betrieben hat. Zu diesem Zeitpunkt befand sich unterwegs – von den beiden Ausgangs- beziehungsweise Endpunkten Ottweiler und Schwarzerden abgesehen – keine einzige Weiche.

### Umwandlung in eine Museumsbahn (seit 1995)

Der Museumszug der OstertalBahn auf dem Viadukt bei Haupersweiler

Bereits 1998 hegte die DB schließlich Pläne, die Strecke stillzulegen. Da dies einen Abbau der Gleise zur Folge gehabt hätte, regte sich vor Ort Widerstand, zumal befürchtet wurde, die IWS als letzter Güterkunde wären anderenfalls in ihrer Existenz gefährdet. Darüber hinaus gab es Bestrebungen, die Ostertalbahn in eine Museumsstrecke umzuwandeln. Zunächst gelang es, die DB dazu zu bewegen, die geplante Stilllegung hinauszuzögern.
In der Folgezeit gelang es dem Landkreis St. Wendel gemeinsam mit Eisenbahnfreunden nach langwierigen und schwierigen Verhandlungen, die Strecke zu übernehmen. Hierzu wurde zwischen der Stadt St. Wendel, der Gemeinde Freisen und den IWS ein Kooperationsvertrag geschlossen. Der Kreisverkehrs- und Infrastrukturbetrieb St. Wendel übernahm daraufhin zum 1. Januar 2000 als Eisenbahninfrastrukturunternehmen für die Dauer von 25 Jahren die Unterhaltung und Betriebsführung der Ostertalstrecke und führt sie seitdem als Strecke des öffentlichen Verkehrs ohne Unterbrechung weiter. Die bis dahin regelmäßigen Bedienfahrten von DB Cargo wurden mit der Aufhebung des Gütertarifpunktes Schwarzerden zum 31. Dezember 2001 im Rahmen der Umsetzung von MORA C eingestellt.
Mittlerweile verkehrt neben sporadischen Güterzügen eine Museumsbahn auf der Strecke, zu besonderen Anlässen auch mit Dampflokbespannung. Am 25. und 26. August 2012 fand zudem das 75-jährige Jubiläum der Strecke statt. Im Mai 2018 wurde der Werks-Gleisanschluss betrieblich gesperrt.

### Mögliche Reaktivierung

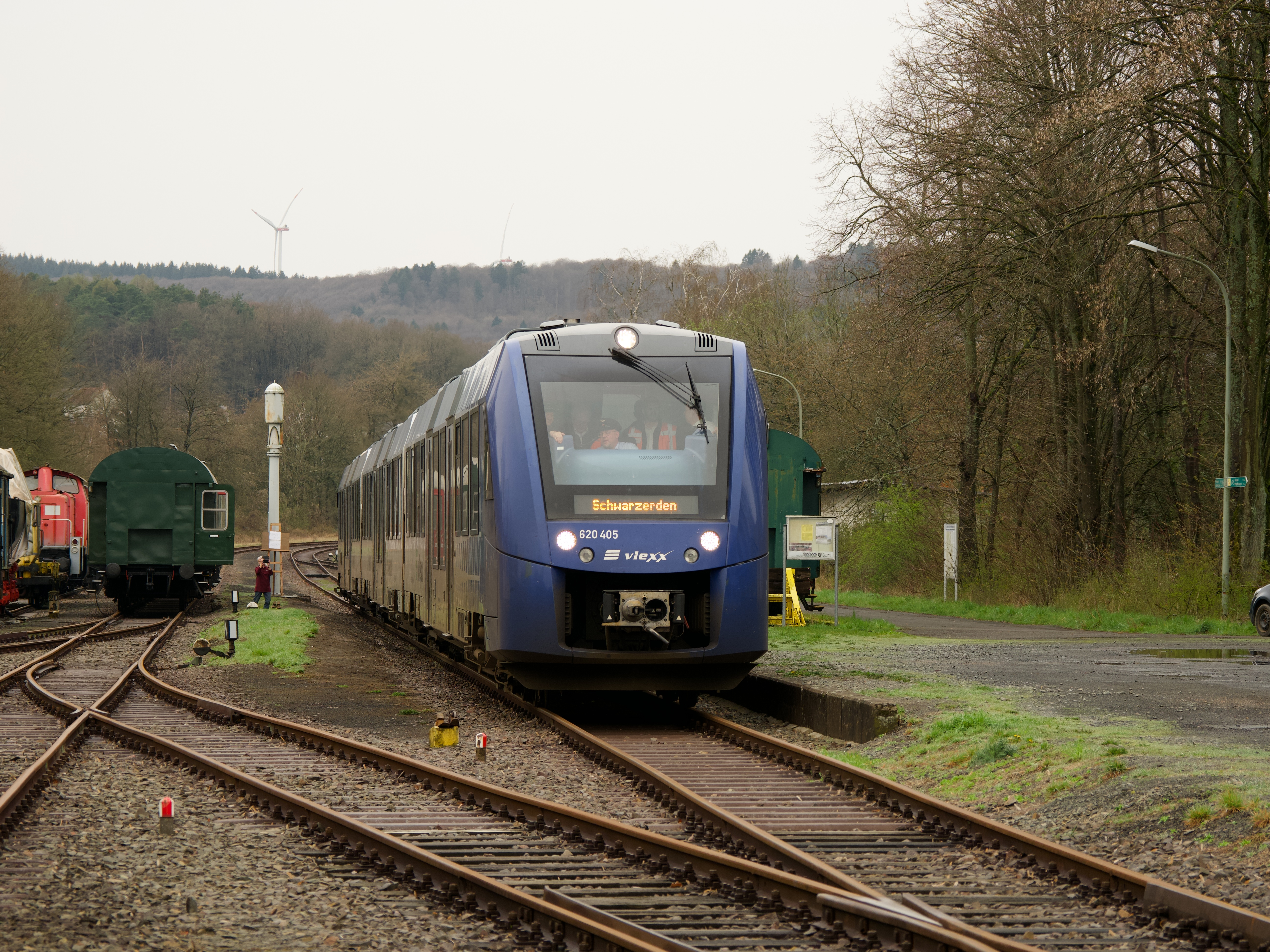
LINT 81 im Bahnhof Schwarzerden bei einer Sonderfahrt

Der Arbeitskreis Ostertalbahn und der Fahrgastverein Plattform Mobilität Saar-Lor-Lux plädieren für eine Reaktivierung der Strecke im Personenverkehr. Für sie ist eine Nutzung im Touristik- und Pendlerverkehr denkbar. Eine Kosten-Nutzen-Analyse im Verkehrsentwicklungsplan des Saarlandes hingegen ergab, dass eine Wiederaufnahme des Betriebes nicht rentabel ist.
2024 veranstaltete die Museumsbahn Sonderfahrten mit einem Alstom Coradia LINT der vlexx. Nach eigenen Angaben sollte so demonstriert werden, wie eine mögliche Regionalbahnlinie durch das Ostertal funktionieren könnte.

## Betrieb

### Personenverkehr
Von Anfang an verkehrten die meisten Züge über Schwarzerden hinaus über die von Türkismühle kommende Strecke bis nach Kusel. In südlicher Richtung wurden sie über die Nahetalbahn bis nach Neunkirchen durchgebunden. Zehn Zugpaare verkehrten zwischen Ottweiler und Schwarzerden, zwischen Ottweiler und Niederkirchen gab es Verdichtungen. Die durchgehenden Züge Kusel–Neunkirchen dienten in erster Linie im Saargebiet beschäftigten Bergarbeitern. Zwischen Kusel und Schwarzerden lag der Personenverkehr hingegen von 1951 bis 1958 brach, ehe er 1964 komplett eingestellt wurde.
Im Kontrast zu vielen anderen Bahnstrecken, auf denen kurz vor der Einstellung der Fahrplan kontinuierlich ausgedünnt worden war, verkehrten zuletzt zwischen Ottweiler und Schwarzerden von Montag bis Freitag insgesamt zehn Zugpaare.
1944 war die Strecke zusammen mit dem Abschnitt Schwarzerden–Kusel der aus Türkismühle kommenden Strecke unter der Kursbuchnummer 271f verzeichnet; miteinbezogen war dabei der Abschnitt Neunkirchen–Ottweiler der Nahetalbahn. 1960 bildete die Ostertalbahn samt ihrer Verlängerung nach Kusel die Kursbuchstrecke 271e. Zum Zeitpunkt der Stilllegung trug sie die Nummer 644.

### Güterverkehr
Nachdem auf der benachbarten Bahnstrecke Türkismühle–Kusel der Gesamtverkehr zwischen Freisen und Grügelborn 1955 eingestellt worden war und der Abschnitt Freisen–Schwarzerden zwei Jahre später offiziell stillgelegt worden war, erfolgte die Bedienung von Grügelborn von der Ostertalbahn aus, ehe der dort verbliebene Güterverkehr 1969 eingestellt wurde. In den 1980er-Jahren fuhren Übergabegüterzüge nach Schwarzerden, die anfangs ebenso Niederkirchen bedienten. Der letzte Güterkunde waren die Industriewerke Saar.

### Fahrzeuge
Die Fahrzeuge auf der Ostertalbahn kamen in erster Linie aus dem Bahnbetriebswerk St. Wendel. Anfangs kamen Dampflokomotiven der Baureihe 64 zum Einsatz. Nach dem Zweiten Weltkrieg verkehrte zeitweilig die Baureihe 86. Der Personenverkehr wurde zuletzt von Uerdinger Schienenbussen bewerkstelligt. Auf der Ostertalbahn verkehrte bis Ende der 1970er-Jahre mit dem Schienenbus 795 138 der zweitälteste seiner Art. Im Güterverkehr wurden bis Ende 2001 Diesellokomotiven der Baureihen 212 und 294 eingesetzt.

## Fahrzeugpark des Museumsbetriebs

### Diesellokomotiven
| Nummer     | Baureihe  | Hersteller                     | Baujahr | Fahrzeugregister-Nr.   | Zugang                                                                                          |
| ---------- | --------- | ------------------------------ | ------- | ---------------------- | ----------------------------------------------------------------------------------------------- |
| V 60 413   | V 60 (DB) | MaK 600 171                    | 1958    | 98 80 3360 413-9 D-AKO | seit September 2012 auf der Ostertalbahn, vorher in Kornwestheim stationiert                    |
| Köf 11 098 | Köf III   | O&K 26336                      | 1963    | 98 80 3332 098-3 D-AKO | Letzte (DB-)Dienststelle: Bw Saarbrücken                                                        |
| Köf 6696   | Köf II    | A. Jung, Lokfabrik, Jungenthal | 1959    |                        |                                                                                                 |
| 332 032    | Köf III   | Jung 13574                     | 1963    | 98 80 3332 032-2 D-AKO | Abnahme: 22.2.1963 Bundesbahn-Maschinenamt Fulda                                                |
| 332 312    | Köf III   | O&K 26427                      | 1966    | 98 80 3332 312-8 D-AKO | Abnahme: 7.4.1966 Bundesbahn-Maschinenamt Saarbrücken; zuletzt stationiert: Fa. ESG, Rudersberg |

### Waggons
Bei den Waggons handelt es sich durchweg um Umbau-Wagen der Deutschen Bundesbahn.
| Nummer | Gattung                    | Hersteller          | Baujahr | Fahrzeugregister-Nr.   | Zugang                                                                                          |
| ------ | -------------------------- | ------------------- | ------- | ---------------------- | ----------------------------------------------------------------------------------------------- |
| 201    | BD3yg                      | AW Neuaubing        | 1955    | 75 80 9329 030-5 D-AKO | ex DB 60 80 99 25 841-0 Wohn-Werkstattwagen 480; ex DB 50 80 23-11 285-9, ex (B3yge) 87 940 761 |
| 202    | B3yg                       | AW Karlsruhe        | 1958    | 75 80 2329 109-2 D-AKO | ex DB 60 80 99-26 341-0 Aufenthaltswagen454                                                     |
| 203    | 3yg Wohnschlafwagen        | Deutsche Bundesbahn |         |                        | ex DB 60 80 99 - 25 483-1, Gleisbauhof Homburg (Saar)                                           |
| 204    | WG3yg                      | Leinhausen          | 1957    | 75 80 2329 110-0 D-AKO | ex DB 60 80 99 - 26 342-8 Aufenthaltswagen454                                                   |
| 205    | 3yg Bautruppführerwagen    | Deutsche Bundesbahn |         |                        |                                                                                                 |
| 206    | 3yg Ausstellungswagen      |                     |         |                        | ex DB 60 80 99 24 887-4 Bauleiterwagen, Gleisbauhof Homburg (Saar)                              |
| 207    | 3yg Aufenthalts-/Kinowagen |                     |         |                        | ex DB 75 123-0; ex DB 60 80 99-25 916-0, Gleisbauhof Homburg (Saar)                             |
| 208    | C3yg                       | unbekannt           | ab 1954 | 75 80 2329 111-8 D-AKO | ex DB 61 718-3 Aufenthaltswagen454                                                              |
| 209    | 3yg Ausstellungswagen      | AW Limburg          | 1958    |                        | ex DB 60 80 99 - 25 324-7 Wohn-Werkstattwagen, Bw Saarbrücken 3                                 |
| 210    | 3yg Werkstattwagen         |                     |         |                        | ex DB 60 80 99-25 386-6 Wohn-Werkstattwagen, Bw Saarbrücken 3                                   |
| 217    | WG3yg                      | AW Limburg          | 1957    | 75 80 2329 186-0 D-AKO | ex DB 60 80 99-26 343-6 Aufenthaltswagen454                                                     |
| 221    | WG3ygk                     | AW Karlsruhe        | 1958    | 75 80 2329 187-8 D-AKO | ex DB 60 80 99-25 482-3 Wohn-Schlafwagen 427                                                    |
| 222    | 3yg Küchenbeiwagen         |                     |         |                        | ex DB 60 80 99-29 378-9                                                                         |

### Güterwagen
| Nummer | Gattung                 | Hersteller | Baujahr | Fahrzeugregister-Nr.   | Zugang                              |
| ------ | ----------------------- | ---------- | ------- | ---------------------- | ----------------------------------- |
| 309    | Gls 205 ged. Güterwagen | unbekannt  | ab 1955 | 27 80 1342 001-5 D-AKO | ex DB 40 80 945 6 112-8 Gerätewagen |

### Dampflokomotiven
| Nummer  | Baureihe | Hersteller     | Baujahr | Zugang                                                            |
| ------- | -------- | -------------- | ------- | ----------------------------------------------------------------- |
| 52 8147 | 52.80    | Henschel 27826 | 1944    | vorher Denkmallok vor dem Hotel Quedlinburger Hof; Privateigentum |

### Bahndienstfahrzeuge
| Nummer   | Baureihe                 | Hersteller                  | Baujahr | Zugang |
| -------- | ------------------------ | --------------------------- | ------- | --- |
| 701 116  | 701                      | Waggonfabrik Uerdingen      | 1967    | Deutsche Bundesbahn |
| Fz 503   | Bauart 007               | Krupp-Ardelt                | 1978    | Deutsche Bundesbahn |
| Fz 504   | Bauart 107               | Kirow Leipzig               | 1990    | Maschinenpool NL Karlsruhe |
| Klv 53-1 | Klv 53                   | Robel Bahnbaumaschinen      | 1977    | Bw St. Wendel |
| Klv 53-2 | Klv 53                   | Waggon Union                | 1981    | Bw Saarbrücken |
| Kla 03-1 | Kla 03                   | Waggon Union                | 1971    | Bw St. Wendel |
| Kla 03-2 | Kla 03                   | Schöma                      | 1973    | Bw St. Wendel |
| 305      | Werkstattwagen 613       |                             |         | Bahnhof Hanau Nord |
| 306      | Werkstattwagen 613       | Waggonfabrik Gebr. Lüttgens | 1955    | ursprünglich Gms 55 der EdS, später Eigentum der Deutschen Bundesbahn und ab Mitte der 1960er Jahre Gs 206, in den 1980ern Umbau in einen Werkstattwagen |
| 307      | Gerätewagen 631          |                             |         | |
| 308      | Gerätewagen 633          |                             |         | ursprünglich in Besitz der BD Saarbrücken, zuletzt im Gleisbauhof Homburg (Saar) beheimatet                                                              |
| 310      | Niederbordwagen Kbs 442  |                             | ab 1958 | |
| 319      | Dienstgüterwagen DgW 232 |                             | 1975    | |
| 320      | Werkstattwagen 611       |                             |         | |
| 327      | Schotterwagen Fcs        |                             | 1968    | |

## Streckendaten
- Brücken: 32
  - größte Brücke: Viadukt bei Haupersweiler (85 m lang, 20 m hoch). Diese Talbrücke und zwei weitere Brücken im Verlauf der Ostertalstrecke sind als noch in Betrieb befindliche Eisenbahnbrücken als Baudenkmäler in der saarländischen Denkmalliste eingetragen.
- Stützbauwerke: 4
- Durchlässe: 34
- Bahnübergänge: 3
- Bremsweg: 400 m

## Verlauf
Die Ostertalbahn beginnt im Bahnhof Ottweiler, den sie in Richtung Nordosten verlässt. Nach rund sechs Kilometern trifft sie auf die namensgebende Oster, der sie bis Oberkirchen folgt, um anschließend nach einer fast halbkreisförmigen Kurve am nordöstlichen Ortsrand von Schwarzerden zu enden. Bis Fürth wird die Stadt Ottweiler durchquert, anschließend verläuft die Bahn bis Osterbrücken auf dem Gebiet St. Wendel. Von Haupersweiler bis nach Schwarzerden durchquert sie das Gebiet der Gemeinde Freisen. Innerhalb von Ottweiler befindet sie sich im Landkreis Neunkirchen. Der Rest der Strecke ist Teil des Landkreises St. Wendel.

## Betriebsstellen
Ottweiler
Der Bahnhof wurde bereits 1860 mit Eröffnung der Rhein-Nahe-Bahn zwischen Oberstein und Neunkirchen in Betrieb genommen. Erst 77 Jahre später wurde er mit Eröffnung der Teilstrecke nach Niederkirchen zum Knotenbahnhof. Eigens hierfür erfolgte ein Umbau des Empfangsgebäudes sowie die Errichtung eines Inselbahnsteigs für die Zweigstrecke. Zudem erhielt er in diesem Zusammenhang eine Unterführung für Fußgänger.
Ottweiler-Wingertsweiher
Der Haltepunkt wurde im April 2001 mit Aufnahme des Museumsbahnbetriebs eröffnet. Seine Errichtung erfolgte aus touristischen Gründen; so befindet sich in unmittelbarer Nähe des Halts der namensgebende Wingertsweiher, der ein Naherholungsgebiet darstellt.
Steinbach
Diese Bahnstation befand sich zwei Kilometer entfernt vom Siedlungsgebiet von Steinbach, weshalb sie stets eine geringe Bedeutung hatte. Der Bahnsteig war lediglich provisorisch angelegt worden und das Empfangsgebäude entsprach einer Blockhütte. Mangels Rentabilität wurde der Haltepunkt bereits am 31. Mai 1960 aufgelassen.
Fürth (Ostertal)
Der Haltepunkt befindet sich am nordwestlichen Ortsrand von Fürth. Ursprünglich war die Betriebsstelle ein Bahnhof, der über ein Ausweich- und ein Ladegleis verfügte. An letzterem schloss sich eine Rampe an. Das frühere Empfangsgebäude ist inzwischen in Privatbesitz gelangt.
Dörrenbach (Ostertal)
Der Haltepunkt befindet sich am westlichen Ortsrand von Dörrenbach. Das frühere Empfangsgebäude ist heute Teil einer Anlage, die vor allem der Freizeit dient. Letztere wurde vom Dörrenbacher Heimatbund initiiert. An seinem Giebel erhielt das Bahnhofsgebäude ein Gemälde, das eine Dampflok zeigt.
Werschweiler
Der Haltepunkt befindet sich am südöstlichen Ortsrand von Werschweiler. 1947 fanden für die Dauer weniger Monate im Zug Zollkontrollen statt, ehe das Ostertal komplett dem Saarland zugeschlagen worden war. Das Siedlungsgebiet ist vom Bahnhof durch die Oster abgetrennt. Das frühere Empfangsgebäude dient inzwischen als Wohnhaus.
Niederkirchen
Der Haltepunkt befindet sich in der Ortsmitte von Niederkirchen auf der Gemarkung des Teilortes Saal. Obwohl letzterer zum Zeitpunkt der Streckeneröffnung eine selbständige Gemeinde war, erhielt die Betriebsstelle mit Niederkirchen den Namen des größten Ortes innerhalb ihres Einzugsgebiets. Von 1937 bis zur Durchbindung der Ostertalbahn ein Jahr später nach Schwarzerden war die Station Endbahnhof der Bahnstrecke. Das Empfangsgebäude war typisch für die Architektur der 1930er Jahre. Neben den Anfangs- und Ausgangspunkten war Niederkirchen zudem der einzige Halt entlang der Strecke, der über 1960 hinaus den Status eines Bahnhofs hatte. Nach der Einstellung des regulären Personenverkehrs 1980 wurde der damalige Bahnhof noch einige Jahre im Güterverkehr bedient. Das Bahnhofsgebäude diente nach dem Ende der Personenbeförderung zunächst einem Unternehmen aus der Elektrobranche und anschließend als Gaststätte. 1992 wurde es abgerissen. An seiner Stelle befindet sich inzwischen ein Lebensmittelgeschäft.
Marth
Der Haltepunkt befindet sich am westlichen Ortsrand von Marth in einem Gefälle. Er wurde erst im April 2001 im Zuge des Museumsbetriebs eröffnet, obwohl ein Haltepunkt für die Ortschaft bereits zu Zeiten des regulären Personenverkehrs gefordert worden war.
Hoof
Der Haltepunkt befindet sich am südöstlichen Ortsrand von Hoof. An seiner Stelle wurde 1934 der erste Spatenstich beim Bau der Ostertalbahn vollzogen. Eine Reaktivierung für den Museumsverkehr blieb aufgrund von Streitigkeiten bezüglich der Errichtung eines Bahnsteigs bislang aus. Das frühere Empfangsgebäude dient inzwischen als Wohnhaus.
Osterbrücken.
Der Haltepunkt befindet sich am nordwestlichen Ortsrand von Osterbrücken. Zunächst war Osterbrücken eine Blockstelle, ab 1960 nur noch ein Haltepunkt. Das frühere Empfangsgebäude dient inzwischen als Ferienhaus. Eine Zeitlang zuvor fungierte es als Lagerhalle eines Unternehmens und befand sich während dieser Zeit in einem heruntergekommenen Zustand.
Haupersweiler
Der Haltepunkt befindet sich am südlichen Ortsrand von Haupersweiler (Seitzweiler) lediglich 100 Meter von der Talbrücke Haupersweiler entfernt. Das frühere Empfangsgebäude befindet sich inzwischen in Privatbesitz und dient als Wohnhaus.
Oberkirchen Süd
Der frühere Bahnhof befindet sich am südöstlichen Ortsrand von Oberkirchen. Sein Name rührt daher, dass Oberkirchen entlang der Bahnstrecke Türkismühle–Kusel mit Oberkirchen Nord einen weiteren Haltepunkt besaß. Um 1940 war in ihm eine Bahnmeisterei untergebracht, die – von den ersten 700 Metern abgesehen – für die gesamte Ostertalbahn sowie für den Abschnitt Freisen–Kusel der aus Türkismühle kommenden Strecke zuständig war. Bereits ein Jahrzehnt später war sie nicht mehr existent. Sein Empfangsgebäude stand nach der Einstellung des Personenverkehrs einige Jahre leer, ehe es eine Renovierung erfuhr. Inzwischen ist in ihm eine Schreinerei untergebracht.
Schwarzerden
Der Bahnhof wurde bereits 1936 als Teil der Strecke von Türkismühle nach Kusel eröffnet. Zwei Jahre später mit Vollendung der Ostertalbahn wurde er somit zum Eisenbahnknotenpunkt. Mit der Stilllegung ersterer ist er seither Endbahnhof. Er verfügt über ein Hauptgleis, sieben Nebengleise und acht Weichen. Der Privatgleisanschluss der Fa. Diehl drei Gleisen wurde 2018 stillgelegt und 2021 zurückgebaut, nachdem der Bund die Transporte von Bundeswehrfahrzeugen zur Instandsetzung auf die Straße verlagert hat.